# Ljubica Acevska
Ljubica Acevska (mazedonisch Љубица Ацевска; * 1957 in Capari, SR Mazedonien, SFR Jugoslawien) ist eine nordmazedonische Diplomatin. Sie war von 1995 bis 2000 die erste Botschafterin der Republik Mazedonien in den Vereinigten Staaten und Delegierte bei den Vereinten Nationen.

## Leben
Ljubica Acevska wurde 1957 im Dorf Capari bei Bitola geboren. Im Alter von neun Jahren kam sie mit ihrer Familie in die Vereinigten Staaten und wuchs in Mansfield, Ohio, auf. Ihr Vater leitete dort ein Restaurant, das sein Vater 1956 gegründet hatte. Ihr Urgroßvater war 1917 eingewandert. Sie absolvierte ein Masterstudium an der Ohio State University in Columbus und arbeitete als Beraterin für Wirtschaft und Handel in den Golfstaaten, wo sie Mitbegründerin von Gulf Enterprises wurde. Später erhielt sie zwei Stipendien für Führungskräfte an der Harvard University, einmal an der John F. Kennedy School of Government und ein weiteres Mal an der Harvard Business School.
Als die Mazedonien 1991 die Unabhängigkeit errang, gründete Acevska in Washington, D.C. ein Verbindungsbüro. Sie baute erfolgreich bilaterale Beziehungen zwischen beiden Staaten auf und setzte sich dafür ein, dass die Vereinigten Staaten Anfang der 1990er Jahre die Hälfte einer 1000 Mann starken Friedenstruppe an die Nordgrenze Mazedoniens entsandten. Nachdem sie in Skopje für eine diplomatische Vertretung in den Vereinigten Staaten warb, bot ihr Präsident Gligorov das Amt der Botschafterin an. Acevska legte die US-amerikanische Staatsbürgerschaft nieder und wurde von 1995 bis 2000 zur mazedonischen Botschafterin akkreditiert.  Sie vertrat ihr Land bei der Weltbank, beim Internationalen Währungsfonds und war Delegierte bei der Generalversammlung der Vereinten Nationen.
Nach ihrer Dienstzeit als Botschafterin wurde Acevska Stipendiatin für Public Policy am Woodrow Wilson International Center for Scholars. Von 2005 bis 2008 war sie Co-Moderatorin der Talkshow Conversations mit Schwerpunkt auf internationalen Themen.
Acevska lebt mit ihrem Ehemann Joseph R. Novello, einem Psychiater und Autor in Washington, D.C. Im Ehrenamt gründete sie Pencils 4 Kids International, eine Organisation, die Kindern weltweit dringend benötigtes Schulmaterial zur Verfügung stellt.

## Weblink
- umdiaspora.org: Ambassador Ljubica Acevska. (englisch)